# ナノボディ

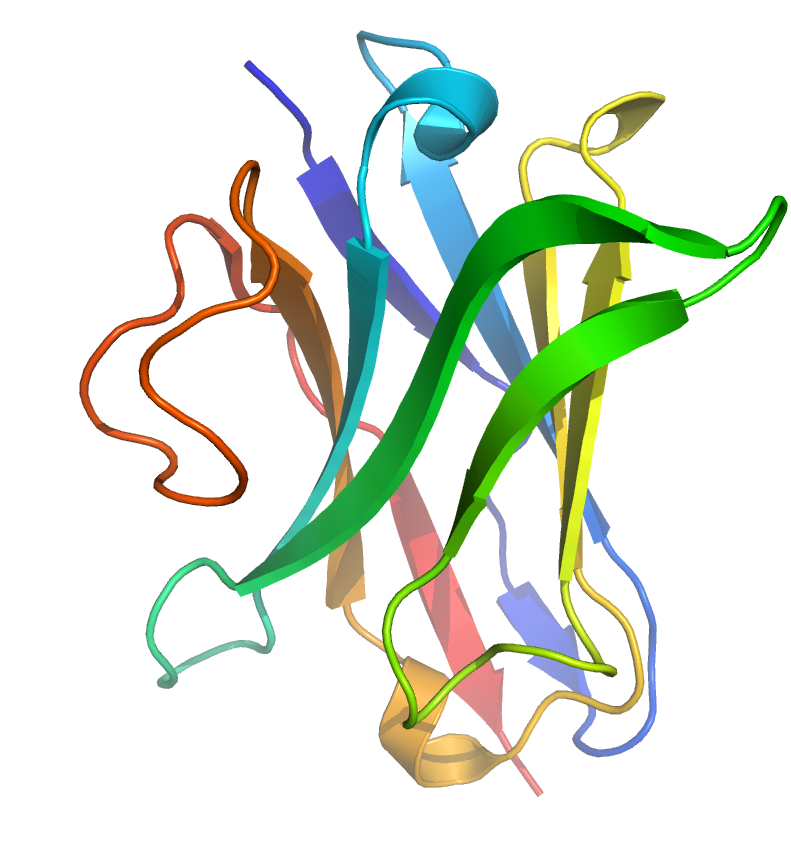
リャマ由来のナノボディの例
オレンジ色のCDR3ループで抗原と反応する

ナノボディ(nanobody)とは抗体から遺伝子工学的に改変することで得られた抗原を認識する最小のタンパク質断片である。単鎖抗体とも呼ぶ。多くの場合、アルパカなどのラクダ科の動物を免役し、その上でB細胞を回収して反応する抗体を作るcDNAを単離する。そこから、抗原認識部位のみを遺伝子工学的に切り出して用いる。
ウサギなどから得られるポリクローナル抗体に比較して再現性が高い実験が可能であることや、通常の抗体に比べて小さいことを利用して超高解像度顕微鏡を用いた免疫組織化学に用いる。また、アミノ酸配列さえ判っていればcDNAを人工的に合成し、大腸菌や昆虫細胞に多量に産生させることや、細胞内に発現させることも可能である。またその他のタンパク質と融合して発現することも可能である。